# Kołowrotek muchowy

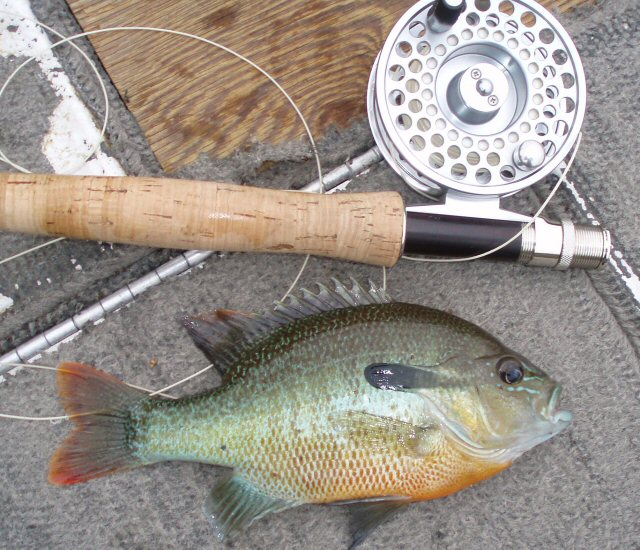
Kołowrotek muchowy przy wędce muchowej i złowionej rybie

Kołowrotek muchowy – kołowrotek o szpuli ruchomej i osi poprzecznej do osi długiej wędziska.
Kołowrotki te cechują się prostotą konstrukcji połączoną ze starannym wykonaniem i wyważeniem szpuli. Zdecydowana większość kołowrotków muchowych nie posiada przekładni (jednemu pokręceniu korbką odpowiada jeden obrót szpuli). Kołowrotek muchowy wyposażony jest w hamulec zapadkowy lub cierny oraz wymienne szpule.
Popularne kołowrotki muchowe wykonywane są z węglików spiekanych lub tłoczonych i skręcanych elementów metalowych. Droższe modele wytacza się z jednego bloku aluminium wysokiej jakości.